# 東漸寺 (習志野市)
東漸寺（とうぜんじ）は、千葉県習志野市にある真言宗豊山派の寺院。山号は竜宝山。本尊は延命地蔵菩薩。習志野七福神のうち福禄寿が祀られている。

## 歴史
創建年代は不詳ながら、近世初期にはすでに創建されていたものと考えられる。習志野市谷津にある西光寺と同じく、西福寺（船橋市宮本）の末寺である。
嘉永6年（1853年）12月12日、清浄光寺（神奈川県藤沢市）の当時の遊行上人が回国の途中に当山に宿泊した。
明治6年（1873年）、当山に津田沼小学校の前身・菊田学校が開校された。

## 所在地
- 千葉県習志野市津田沼4-1

## アクセス
- 京成電鉄本線 京成津田沼駅より徒歩4分（280m）